# Ernst Krieger (Schachkomponist)
Franz Heinrich Ernst Krieger (* 8. Juni 1867 in Wolfstein; † 22. April 1943 in Landau in der Pfalz; Künstlername: P. A. Orlimont) war ein deutscher Komponist im Schach.

## Leben
Ernst Krieger war der einzige Sohn von Gustav Adolph Krieger und dessen Frau Katharina. Seine Kindheit verbrachte er in Kirchheimbolanden. Das Abitur legte er 1886 in Zweibrücken ab. Seine Mitschüler nannten ihn wegen seiner Intelligenz Plato minor (Der kleinere Plato). Als Anagramm daraus bildete er später den Künstlernamen P. A. Orlimont.
Er studierte Rechtswissenschaft in München und Heidelberg. 1895 wurde er Rechtsanwalt in Frankenthal. 1897 heiratete er Elisabetha Ballreich, mit der er den Sohn Urban Wolf (* 1899; † 1988) hatte. Über mehrere berufliche Zwischenstationen gelangte er im November 1923 nach Zweibrücken und blieb dort bis kurz vor seinem Tod ansässig. Dort war er aktives Mitglied des Schachvereins. Krieger starb 1943 in einem Pflegeheim in Landau an Altersschwäche.

## Schachkomposition
Bereits während seiner Schulzeit beschäftigte er sich unter dem Einfluss von Adolf Bayersdorfer mit der Schachkomposition. Seine erste Aufgabe veröffentlichte er 1886 in der Zeitung Leipziger Tageblatt. Zwischen 1900 und 1914 verwendete er das Pseudonym R. Frieder, danach stets P. A. Orlimont. 1905 veröffentlichte er in der Zeitschrift Deutsches Wochenschach einen Aufsatz Allerlei von Kunstgesetzen. Er gilt als Vertreter der sogenannten neudeutschen Schule, in der es auf die ökonomische, zweckreine Darstellung logischer Ideen ankam. Insgesamt veröffentlichte er in Schachzeitschriften und Tageszeitungen über 500 Aufgaben, meist Matt in 3 oder mehr Zügen.
Ein von ihm erstmals 1907 dargestelltes und später oft variiertes Motiv ist die sogenannte Mausefalle:
|   | a | b | c | d | e | f | g | h |   |
| 8 |   |   |   |   |   |   |   |   | 8 |
| 7 |   |   |   |   |   |   |   |   | 7 |
| 6 |   |   |   |   |   |   |   |   | 6 |
| 5 |   |   |   |   |   |   |   |   | 5 |
| 4 |   |   |   |   |   |   |   |   | 4 |
| 3 |   |   |   |   |   |   |   |   | 3 |
| 2 |   |   |   |   |   |   |   |   | 2 |
| 1 |   |   |   |   |   |   |   |   | 1 |
|   | a | b | c | d | e | f | g | h |   |

Lösung: 1. Dc5–f5 Tc4xc6 2. Df5–c5 Tc6xc5 (auf andere Turmzüge folgt 3. Dc5–c2#, auf Läuferzüge 3. Dc5–a5#) 3. Sa6xc5#
Die Dame öffnet im ersten Zug die Mausefalle für den schwarzen Turm und lässt sie im zweiten Zug wieder zuschnappen.